# Homeodomenski sklop
Homeodomenski sklop je proteinski strukturni domen koji vezuje DNK ili RNK i koji je često prisutan u transkripcionim faktorima. Ovaj motiv se sastoji od 60 aminokiselina duge heliks-zavoj-heliks strukture u kojoj su tri alfa heliksa povezana kratkim petljama. Dva -terminalna heliksa su antiparalelna, dok je duži -terminalni heliks u približno normalnoj poziciji u odnosu na osu prva dva. Taj treći helih formira direktne interakcije sa DNK. Homeodomainsko savijanje je ekskluzivno prisutno kod eukariota. Ono ima visok stepen homologije sa lambda fag proteinima koji menjaju izražavanje gena kod prokariota. Mnogi homeodomeni indukuju ćelijsku diferencijaciju putem inicijacije kaskade koregulisanih gena koja je neophodna da bi se formirala individualna tkiva i organi, dok su homeodomainski proteini poput NANOG učestvuju u održavanju pluripotencije.